# Joseph Keller (Maler)

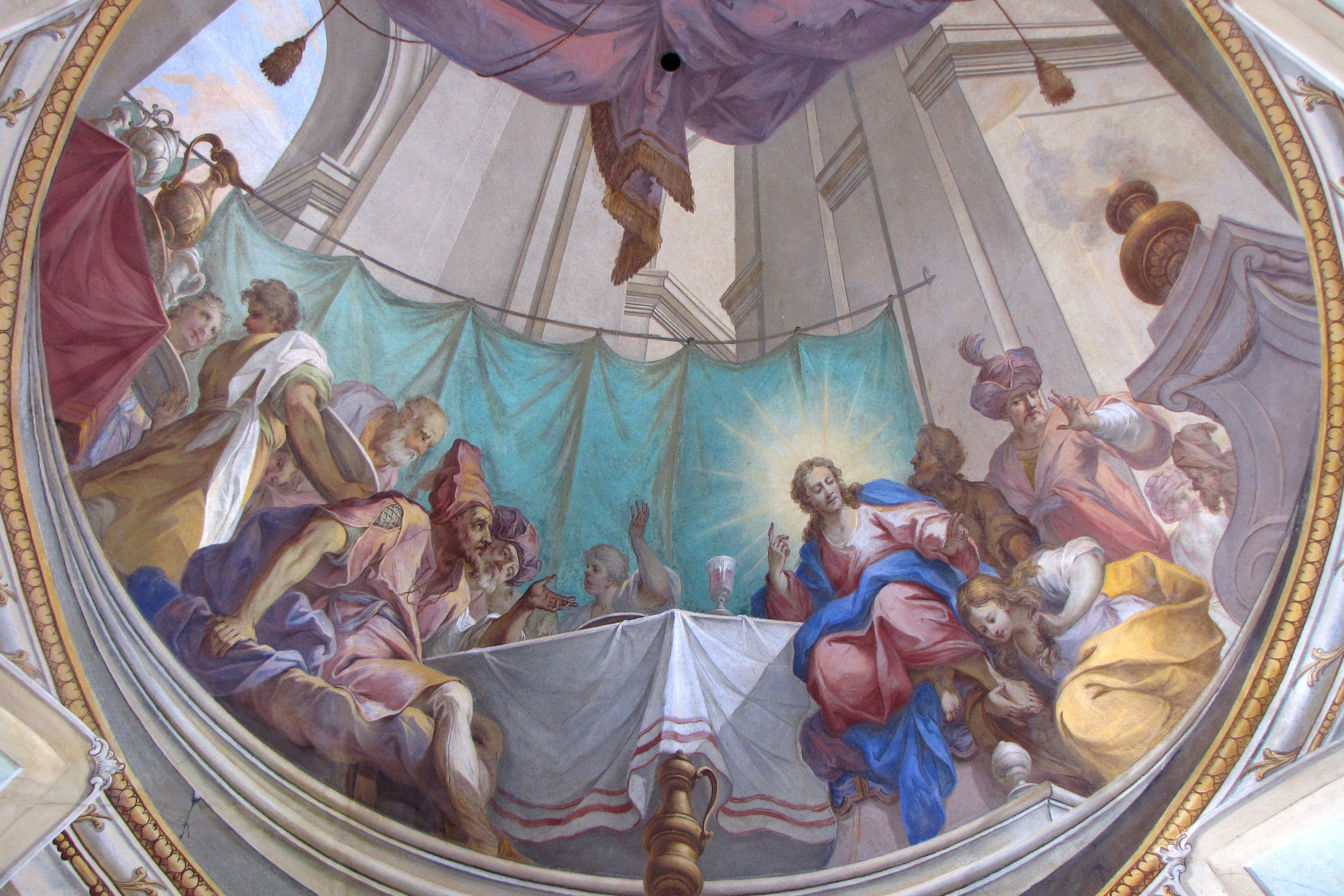
Chorfresko in der Kirche von Thalhofen

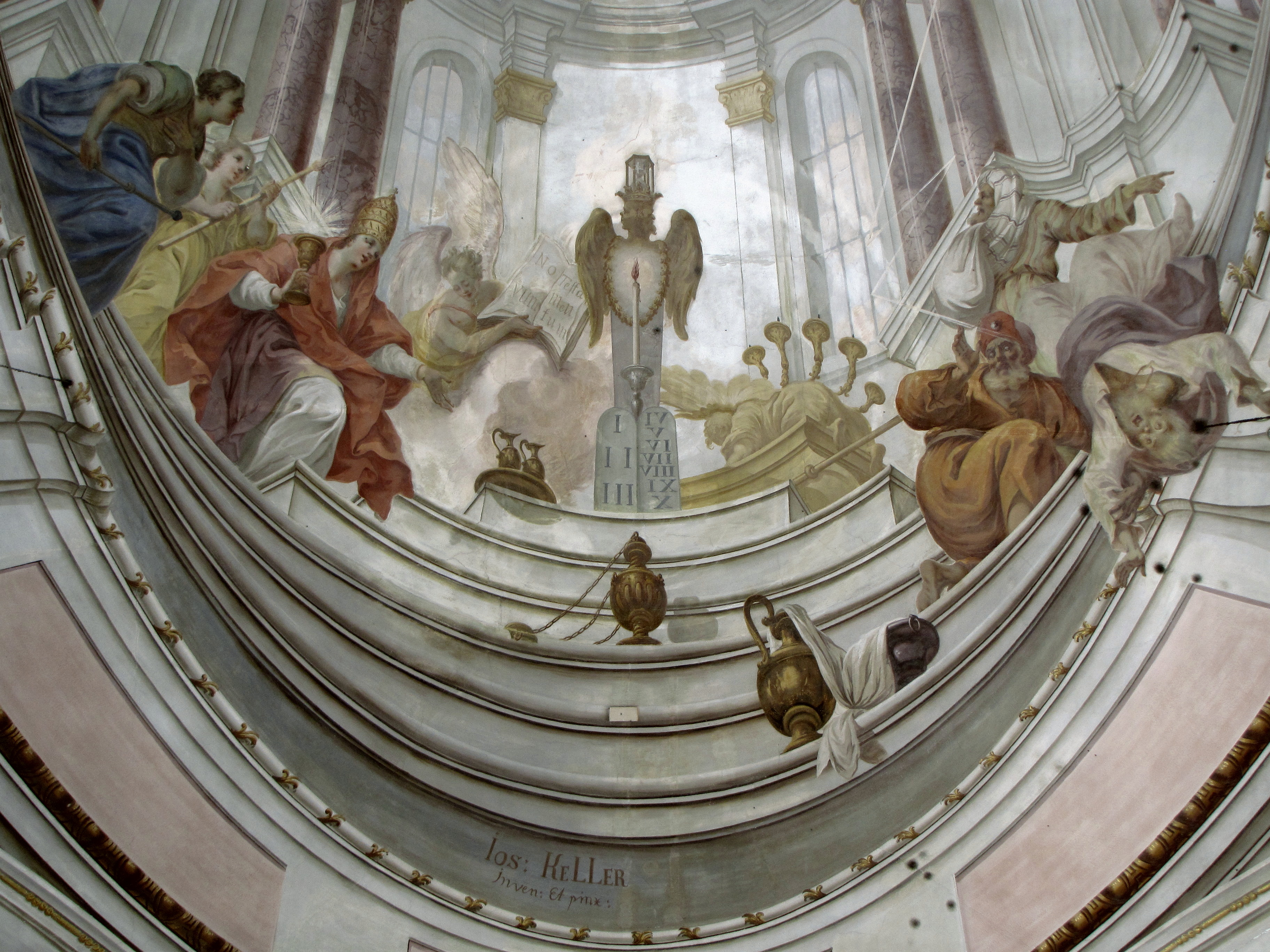
Deckenfresko in der Kirche von Stötten

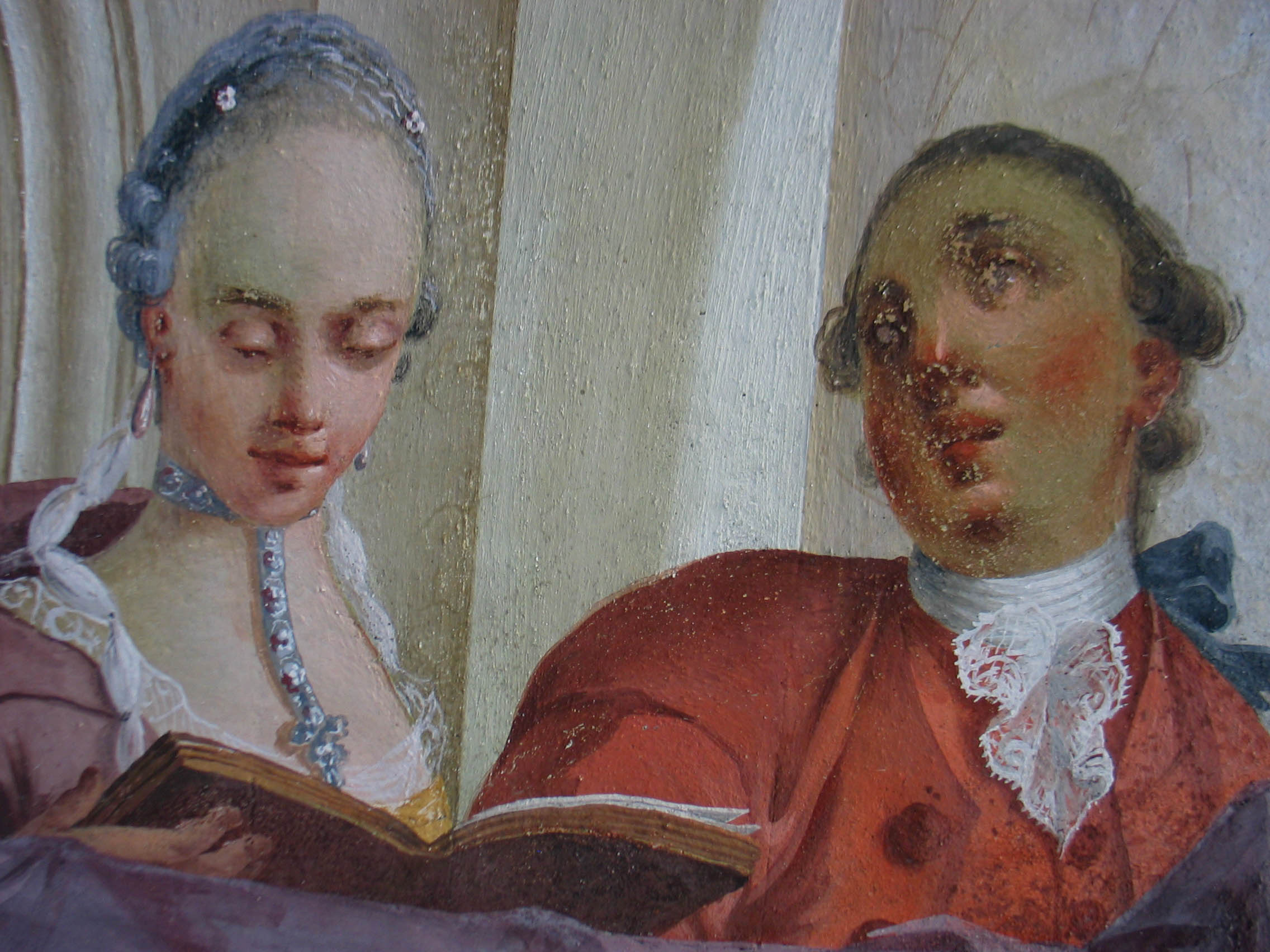
Klemens Karl von Freyberg und seine Frau Ignatia Franziska von Pfuhl (Detail des Freskos im Langhaus der Pfarrkirche St. Moritz)

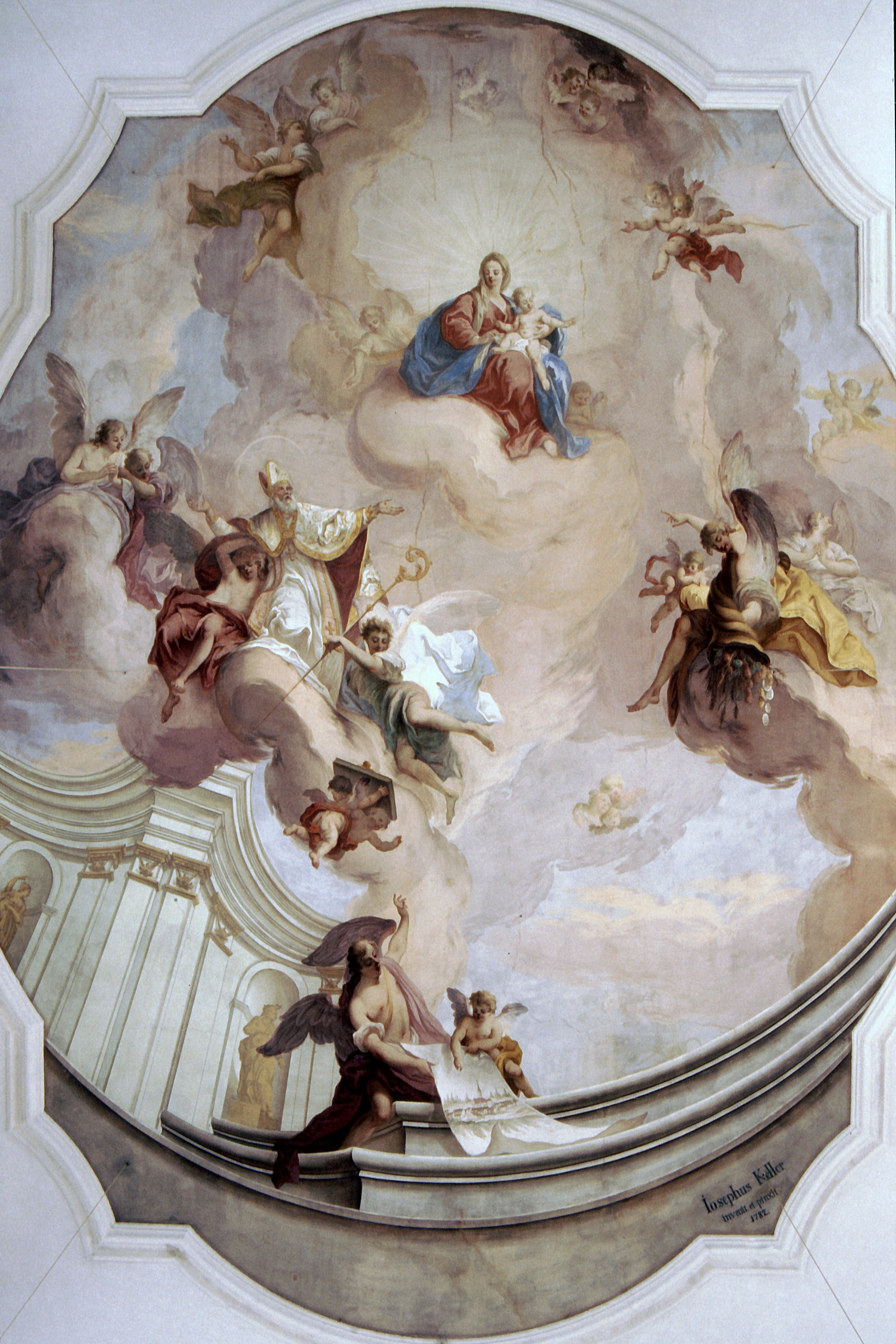
Deckenfresko in der Kirche von Wald

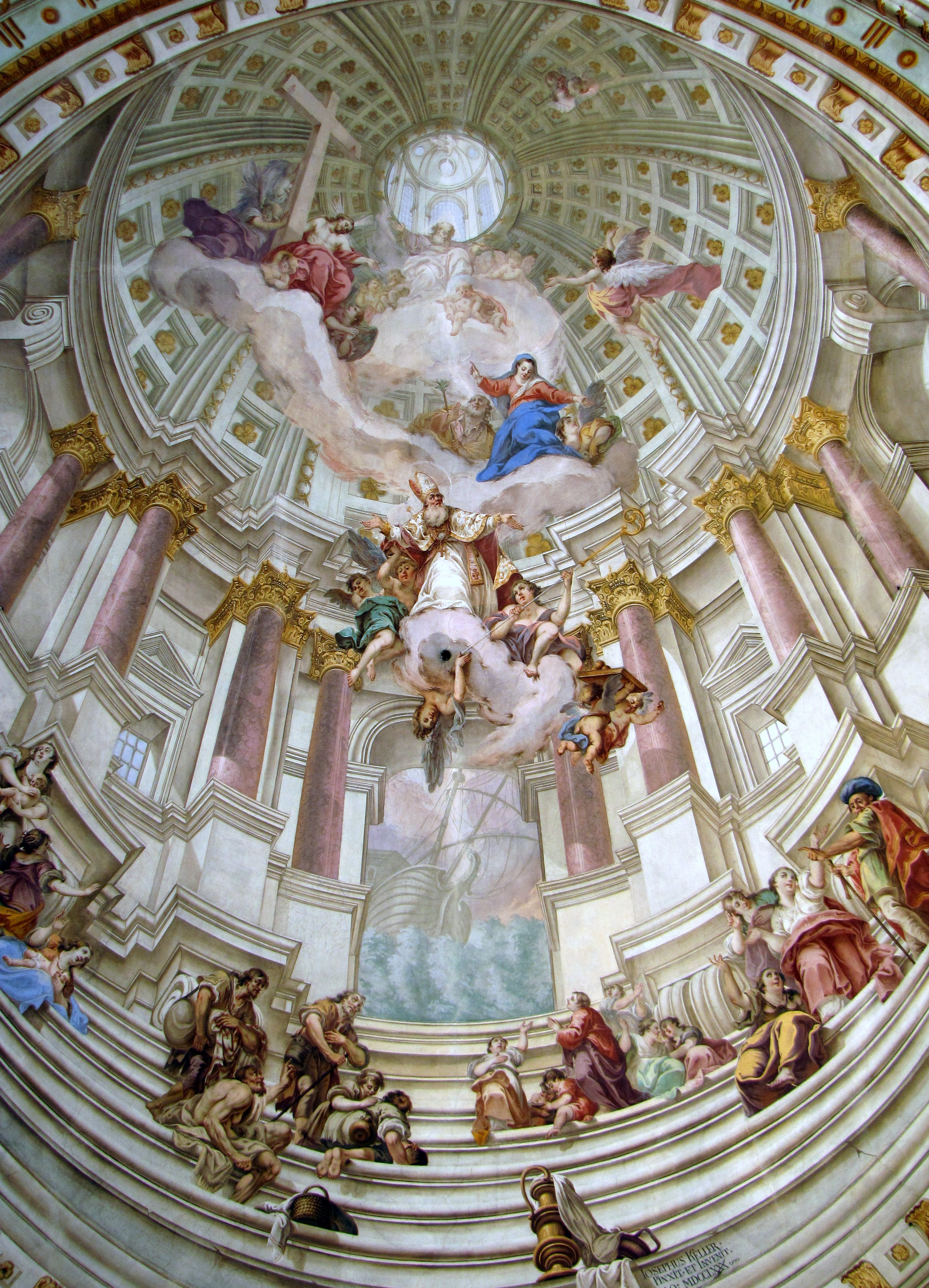
Deckenfresko in der Pfarrkirche St. Nikolaus in Pfronten

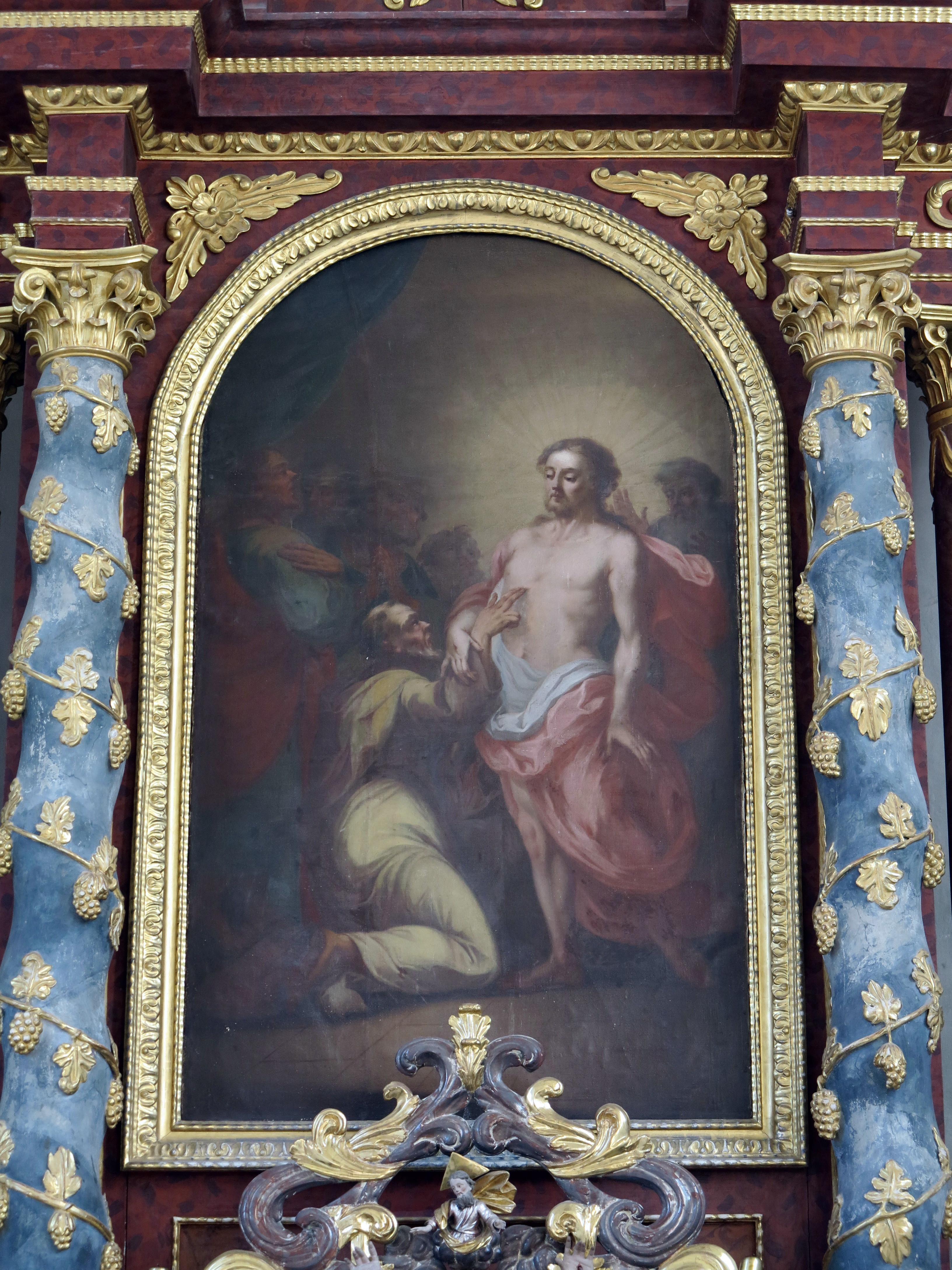
Hochaltarblatt in Rieden am Forggensee

Joseph Keller (getauft 6. März 1740 in Pfronten-Kappel; † 4. Januar 1823 in Pfronten-Ried) war ein deutscher Maler.

## Leben
Joseph Keller wurde als zweiter Sohn von insgesamt sieben Kindern des Narzissus und der Anna Keller, geb. Wind, in Pfronten-Kappel im Allgäu getauft. Der mündlichen Überlieferung zufolge wurde Joseph Kellers künstlerische Begabung durch den Bildhauer Peter Heel, den Erbauer des Pfrontner Pfarrkirchturms, entdeckt. Keller erlernte daraufhin die Öl- und Freskomalerei bei Balthasar Riepp in Vils. Der Vilser Joseph Kögl berichtete darüber 1830 mit der Anekdote, dass Keller seinen Lehrer Riepp „oft am Altar in ganz frommer Betrachtung versenkt fand, in der ihn niemand stören durfte“.
Bei Joseph Kellers erstem signiertem Werk aus dem Jahr 1764 handelt es sich um ein Deckengemälde im Erkerzimmer der Äbtlichen Sommerprälatur des Benediktinerklosters St. Mang in Füssen, dessen kolorierte Entwurfszeichnung von Riepp ihm dafür zugrunde lag. Im Januar 1767 schrieb sich Keller in die Kupferstecherklasse der Akademie in Wien ein. Im Jahr 1772 malte Keller neben Josef Anton Zoller und Franz Josef Haller eines der Deckengemälde der Pfarrkirche St. Georg in Neustift im Stubaital. Motiv des Chorfreskos war ein Letztes Abendmahl, das Einflüsse  von Martin Knoller offenlegt. Als direkter Beweis, dass Keller auch mit Martin Knoller in Berührung kam, zeugt seine in Berlin befindliche Kopie" von Knollers Selbstporträt, dessen Original sich heute im  Tiroler Landesmuseum in Innsbruck befindet. Zur Zeit als Keller das "Innsbrucker Porträt" kopiert hat, war darauf noch Knollers Gattin zu sehen. 
Seine Söhne Alois und Anton Keller schlugen ebenfalls die künstlerische Laufbahn ein. Einer seiner Enkel war der Maler Karl Keller.

## Werke

### Wand- und Deckenbilder
- 1756–68; Nesselwang, Wallfahrtskirche Maria Trost: Fresko im Langhaus
- 1764; Füssen, ehem. Benediktinerkloster St. Mang: Öl-Deckengemälde im Erker des südlichen Eckraums im Nordflügel
- 1774; Füssen, Augsburger Tor (Kuglertor): Wappen des Fürstbischofs und Stadtheilige
- 1775; Zell, Pfarrkirche St. Moritz: Deckenfresko im Kirchenschiff und Chor
- 1780/81; Pfronten-Berg, Pfarrkirche St. Nikolaus: Deckenfresko im Kirchenschiff und Chor
- 1781–83; Stötten am Auerberg, Pfarrkirche St. Peter und Paul: Fresken im Kirchenschiff, Empore
- 1782; Wald, Pfarrkirche St. Nikolaus, Fresko im Langhaus und Chor
- 1783; Speiden, Wallfahrtskirche Maria Hilf, Langhausfresko, Chorfresko
- 1785; Luzern (Schweiz), Rats- und Gerichtssaal im Rathaus: West- und Südwand
- 1785; Cham (Schweiz), Pfarrkirche St. Jakob: Fresken im Langhaus und den Querschiffen
- 1785; Sarmenstorf (Schweiz), Pfarrkirche: Fresko im Chorgewölbe
- um/vor 1785; Oberägeri (Schweiz), Pfarrkirche St. Peter und Paul: Fresko (zugeschrieben; Kirche 1905 abgebrochen)
- um 1785/90; Fischingen (Schweiz), Klosterkirche: Chordeckenfresko (fälschlich J.A. Messmer zugeschrieben) und vier Medaillonbilder in den Stichkappen.
- 1790; Gommiswald (Schweiz), Pfarrkirche St. Jakobus d. Ä.: Deckengemälde (zerstört)
- 1791/92; Grän (Tirol), Pfarrkirche zum hl. Wendelin: Deckenbilder im Langhaus
- 1792; Rüstenschwil (Schweiz), Kapelle St. Joseph: Deckenbilder
- 1793; Menzingen (Schweiz), Pfarrkirche St. Johannes der Täufer: Fresken
- 1797–1799; Kalksburg (Österreich), Pfarrkirche zum hl. Petrus in Ketten: Kuppelfresko
- 1790–1807, Beckenried (Schweiz), Pfarrkirche St. Heinrich: Deckengemälde
- um 1801, Kalksburg (Österreich), Pfarrkirche Kalksburg: Deckenfresken
- 1803; Thalhofen a. d. Wertach, Pfarrkirche St. Michael: Deckenfresken
- 1804; Tannheim (Tirol), Pfarrkirche zum hl. Nikolaus: monumentales Langhausfresko
- 1812; Wittenbach (Schweiz), Pfarrkirche St. Ulrich: Deckenbilder
- 1819; Trauchgau, Pfarrkirche St. Andreas: Deckenfresken[2]

### Ölgemälde
- 1774; Heiterwang (Tirol), Pfarrkirche Mariä Himmelfahrt: Hochaltarblatt
- 1780; Pfronten-Berg, Pfarrkirche St. Nikolaus: Hochaltarblatt
- 1780; Meggen (Schweiz), Kirche St. Gallus und Magdalena: Hochaltarblatt
- 1783; Füssen, Klosterkirche   St. Stephan: Kreuzwegstationen (ehem. Speiden)
- um 1783; Rieden am Forggensee, Pfarrkirche Zu den heiligen fünf Wunden, Hochaltarblatt „Der ungläubige Thomas“
- um 1785/90; Fischingen (Schweiz), Klosterkirche: Auszugsgemälde der beiden Chorseitenaltäre im Ovalformat.
- 1787; Fristingen, Pfarrkirche St. Blasius: Seitenaltarblatt
- 1797–1799; Kalksburg (Österreich), Pfarrkirche zum hl. Petrus in Ketten: Seitenaltarbilder
- 1802; Tannheim (Tirol), Pfarrkirche zum hl. Nikolaus: Kreuzwegstationen
- 1803; Thalhofen a. d. Wertach, Pfarrkirche St. Michael: Choraltarblätter (?)
- 1806; Pfronten-Berg, Pfarrkirche St. Nikolaus: Nebenaltarblätter links
- 1819/20; Trauchgau, Pfarrkirche St. Andreas: Altarblätter[3]